# Вест-Чикаго (Іллінойс)
Вест-Чикаго (англ. West Chicago) — місто (англ. city) в США, в окрузі Дюпаж штату Іллінойс. Населення — 25 614 особи (2020).

## Географія
Вест-Чикаго розташований за координатами 41°54′52″ пн. ш. 88°14′54″ зх. д. / 41.91444° пн. ш. 88.24833° зх. д. (41.914370, -88.248343).  За даними Бюро перепису населення США в 2010 році місто мало площу 39,21 км², з яких 38,33 км² — суходіл та 0,88 км² — водойми.

## Демографія
Згідно з переписом 2010 року, у місті мешкало 27 086 осіб у 7330 домогосподарствах у складі 6086 родин. Густота населення становила 691 особа/км².  Було 7763 помешкання (198/км²).
Расовий склад населення:
| - 67,6 % — білих - 5,9 % — азіатів - 2,5 % — чорних або афроамериканців - 0,6 % — корінних американців - 0,1 % — вихідців з тихоокеанських островів - 20,6 % — осіб інших рас |

До двох чи більше рас належало 2,7 %. Частка іспаномовних становила 51,1 % від усіх жителів.
За віковим діапазоном населення розподілялося таким чином: 32,4 % — особи молодші 18 років, 61,4 % — особи у віці 18—64 років, 6,2 % — особи у віці 65 років та старші. Медіана віку мешканця становила 30,1 року. На 100 осіб жіночої статі у місті припадало 105,8 чоловіків;  на 100 жінок у віці від 18 років та старших — 105,5 чоловіків також старших 18 років.
Середній дохід на одне домашнє господарство  становив 88 644 долари США (медіана — 69 071), а середній дохід на одну сім'ю — 92 465 доларів (медіана — 72 022). Медіана доходів становила 40 545 доларів для чоловіків та 36 350 доларів для жінок. За межею бідності перебувало 15,2 % осіб, у тому числі 25,3 % дітей у віці до 18 років та 7,6 % осіб у віці 65 років та старших.
Цивільне працевлаштоване населення становило 13 257 осіб. Основні галузі зайнятості: виробництво — 24,0 %, освіта, охорона здоров'я та соціальна допомога — 13,8 %, науковці, спеціалісти, менеджери — 12,8 %, мистецтво, розваги та відпочинок — 12,2 %.